# Admira
 (août 2020).
Si vous disposez d'ouvrages ou d'articles de référence ou si vous connaissez des sites web de qualité traitant du thème abordé ici, merci de compléter l'article en donnant les références utiles à sa vérifiabilité et en les liant à la section « Notes et références ».
Admira est une manufacture de guitares classiques fondée en 1944 et située dans le Nord de l'Espagne à Zarautz.

## Historique
Admira est une des plus anciennes et renommées manufactures de guitares classiques au monde. Fondée en 1944 à Zarautz (Pays Basque Espagnol), elle a la particularité de posséder un double héritage germano-hispanique.
Son fondateur, Enrique Keller, est venu d’Allemagne s’installer en Espagne dès 1932. Passionné de musique, il s’est employé dès le départ à associer le savoir-faire manufacturier allemand à la tradition de la lutherie espagnole. Aujourd’hui encore, Admira conserve cette double culture: une qualité irréprochable sans y perdre la chaleur et l’âme que l’on est en droit d’attendre d’une guitare espagnole.
La société est toujours dirigée par la famille Keller (4ème génération) et emploie une soixantaine de personnes.

## Les guitares
Admira produit principalement des guitares classiques et son offre est segmentée en quatre gammes :
- BEGINNERS : 3 modèles fabriqués en Chine, jonction corps-manche en queue d'aronde (ALBA, SARA et DIANA)
- STUDENTE : 9 modèles fabriqués en Espagne, jonction corps-manche en queue d'aronde (INFANTE, FIESTA, PALOMA, ROSARIO, JUANITA 3/4, JUANITA, SEVILLA, MALAGA et IRENE)
- HANDCRAFTED : 5 modèles fabriqués en Espagne, jonction corps-manche talon espagnol (A1, A2, A3, A5,A6, A8, A10, A15, A18, A20, A25)
- FLAMENCA : 2 modèles fabriqués en Espagne, jonction corps-manche talon espagnol et table épicéa (F4 et F5) 
- (en) Site officiel